# François Colin de Blamont
Pour les articles homonymes, voir Colin et Blamont (homonymie).
François Colin de Blamont, dit le chevalier de Blamont, né le 22 novembre 1690 à Versailles où il est mort le 14 février 1760, est un compositeur français de l'époque baroque.

## Biographie
Fils de Jeanne Collette et de Nicolas Colin, ordinaire de la musique du roi, qui lui donne sa première éducation musicale, il est le frère de Hyacinthe Collin de Vermont. 
François Colin est admis à l’âge de dix-sept ans dans la musique de la chapelle du roi et, parallèlement, dans la musique privée de la duchesse du Maine. Il était une haute-contre. 
Au milieu des années 1710, François Colin compose des airs, mais surtout une cantate intitulée Circé, sur un poème de Jean-Baptiste Rousseau : il est aussitôt remarqué par Michel-Richard de Lalande, qui lui offre sa protection et parfait son enseignement. Il fréquenta les salons en vue de l'époque, notamment ceux de la duchesse du Maine, et fut des fêtes des Grandes Nuits de Sceaux, données au château de Sceaux dans le cercle des Chevaliers de la Mouche à Miel. On le sait également proche de la comtesse de Fontaine, du prince de Conti et du Régent.
En 1719, il acquiert de Jean-Baptiste Lully fils sa charge de surintendant de la musique de la Chambre du roi et se retrouve, avec André Cardinal Destouches, surintendant en survivance, charge qu'il occupera pleinement à partir du sacre du roi et de sa majorité en 1722-23. À cette date, les deux compositeurs sont encore sous la coupe de Michel-Richard de Lalande, qui orchestre à sa manière sa succession. François Colin ajoute alors à son nom celui de Blamont, qu'il récupère sans doute d'un oncle militaire dans les armées de Louis XIV. À la même époque, son frère Hyacinthe, peintre, élève de Hyacinthe Rigaud (son parrain) et futur recteur de l'Académie royale de peinture, prend le pseudonyme de Hyacinthe Collin de Vermont.
Colin de Blamont devient immédiatement célèbre lorsqu'il fait représenter, le 13 juillet 1723, à l’Académie royale de musique à Paris, le ballet héroïque Les Fêtes grecques et romaines, premier ouvrage de ce genre à mi-chemin entre l'opéra-ballet et la tragédie lyrique. Le succès des Fêtes grecques se maintiendra au fil de nombreuses reprises tout au long du XVIIIe siècle (1733, 1734, 1741, 1753, 1762, 1770) ; la troisième entrée, les Saturnales, sera remis en musique en 1784 en l'opéra Tibulle et Délie de Mademoiselle Beaumesnil. De cette même année date également la parution du Premier Livre de cantates françaises, très remarqué, suivi de deux autres en 1729. Parmi les différents titres, Didon et La Toilette de Vénus se distinguent tout particulièrement et furent jouées à plusieurs reprises au Concert Spirituel à compter de 1727. En 1725, le surintendant compose un divertissement pour le mariage de Louis XV, intitulé Le Retour des Dieux sur la Terre, qui sera suivi de nombreux autres ouvrages de ce genre (Les Présents des Dieux en 1727, L'Impromptu du Labyrinthe en 1728, Le Caprice d'Erato en 1729 etc.).
À la pastorale Endymion du 17 mai 1731, que le public accueillit froidement, succédèrent Les Caractères de l’amour, ballet représenté d’abord à la cour, en 1736, puis à l’Académie royale de musique le 15 avril 1738, avec un grand succès, et repris encore en 1749. Ce ballet héroïque se compose d'un prologue et trois, puis quatre entrées. - Livret d'Antoine Ferrand (prologue et 1re entrée), Alexandre Tannevot (2e entrée), Simon-Joseph Pellegrin (3e entrée) et Michel de Bonneval (4e entrée).
À Versailles, Colin de Blamont est principalement l'artisan des plaisirs quotidiens de Marie Leczinska et de ses enfants, férus de musique : il organise, avec Destouches, les Concerts de la reine dans ses appartements, mais aussi à Fontainebleau, Compiègne ou Marly au gré des voyages de la cour. Sa tâche redoublera à partir de 1747 avec l'arrivée de la Dauphine Marie-Josèphe de Saxe, elle aussi passionnée de musique. Colin de Blamont participe aux évènements extraordinaires par de pompeux ouvrages de circonstance, tel le Ballet du Parnasse exécuté dans la cour de marbre pour la naissance du Dauphin en 1729, ou la tragédie lyrique Jupiter vainqueur des Titans jouée sur le théâtre du Manège de la Grande Écurie pour les noces de ce même prince en 1745. Enfin, il clôt sa carrière de compositeur lyrique avec un ballet héroïque donné sur le Théâtre des Petits-Appartements de la marquise de Pompadour en 1750.
Bernard de Bury, son élève, lui dédie, en 1737, son unique livre de clavecin, alors qu’il n’avait que dix-sept ans, et épouse plus tard la nièce de son maître. Jean-Baptiste Cardonne, autre élève de Colin de Blamont, lui fera honneur par les motets qu'il donnera à entendre lors des messes du roi.
Colin de Blamont s'est notamment illustré au cours de la querelle dite "des Te Deum", qui opposa les sous-maîtres de la Chapelle et les surintendants de la Chambre, les uns et les autres estimant de leur droit de diriger les exécutions officielles de l'hymne à la chapelle. Colin de Blamont entra en conflit violent avec Bernier, puis Campra et Blanchard à ce sujet. C'est sans doute dans ce cadre qu'il composa son propre Te Deum, qui fut joué à Versailles, mais aussi dans d'autres paroisses et au Concert Spirituel, entre 1726 et 1758. Une version remaniée en 1745 montre le compositeur soucieux de conserver son œuvre au goût du jour.
Outre ses compositions musicales, qui comprennent aussi des motets (parus en 1732) et des airs (parus en 5 livres entre 1729 et 1755), Colin de Blamont a publié un ouvrage d’esthétique, l’Essai sur les gouts anciens et modernes de la musique française, ouvrage répondant aux attaques de Jean-Jacques Rousseau, qu’il publia en 1754, au moment où le conflit entre la musique française et la musique italienne occupait le centre de toutes les discussions (la Querelle des Bouffons). Dans cet opuscule, Colin de Blamont vante notamment les mérites de Rameau, mais tente surtout de réconcilier les manières italienne et française].
Il était le frère ainé du peintre Hyacinthe Colin de Vermont.

## Œuvres

### Catalogue
Le catalogue des œuvres de Colin de Blamont a été réalisé par Benoît Dratwicki (CMBV) . Les œuvres, classées par type, sont désignées par les lettres FCB suivies d'un nombre de 3 chiffres.

### Discographie
- Te Deum. Collegium Ars Renata, Yves Rudelle (dir.). Princeps/Le Club Français du Disque, LP, 1968.
- Didon, cantate à voix seule et symphonie. Jennifer Smith, Les Musiciens du Louvre, Marc Minkowski (dir.). Archiv Produktion, 2003.
- Circé, cantate à voix seule et symphonie. Agnès Mellon et l'ensemble Barcarole. Alpha, 2005.
- Égine ou Les Fêtes de Thétis, ballet héroïque. Virginie Pochon, Caroline Mutel, Jean-Sébastien Bou, Arnaud Marzorati ensemble Les Nouveau Carectères, Sébastien d'Hérin (clavecin et direction). Dans le coffret « 200 ans de musique à Versailles » (CD 11), France Musique 2007  (EAN 5-425008-37620-2).
- Circé, cantate à voix seule et symphonie. Mélodie Ruvio, ensemble Les Ombres,  Sylvain Sartre et Margaux Blanchard (dir.). Ambronay Editions, 2010.
- Les Fêtes grecques et romaines (extraits en version chambriste). Ensemble Les Ombres, Sylvain Sartre et Margaux Blanchard. Ambronay Éditions, 1 CD, 2010.
- Te Deum. Ensemble Stradivaria, Daniel Cuiller (dir.), Chœur Marguerite Louise, Gaëtan Jarry (dir.). Château de Versailles Spectacles, 2010.
- Les Fêtes grecques et romaines. Gwendoline Blondeel, Hélène Carpentier, Marie-Claude Chappuis, Cyrille Dubois, David Witczak, chœur et orchestre La Chapelle Harmonique, Valentin Tournet (dir.). Château de Versailles Spectacles, 2024.

### Partitions
- François Colin de Blamont, Attende anima aeterna, éd. de Benoît Dratwicki, Versailles, Éditions du Centre de musique baroque de Versailles, 2009.
- François Colin de Blamont, Exaltabo te Deus et Regina caeli, éd. de Benoît Dratwicki, Versailles, Éditions du Centre de musique baroque de Versailles, 2009.
- François Colin de Blamont, Diligam te Domine, éd. de Benoît Dratwicki, Versailles, Éditions du Centre de musique baroque de Versailles, 2009.
- François Colin de Blamont, Les Regrets des Beaux-Arts, éd. de Benoît Dratwicki, Versailles, Éditions du Centre de musique baroque de Versailles, 2009..
- François Colin de Blamont, Le Départ de la Renommée, éd. de Benoît Dratwicki, Versailles, Éditions du Centre de musique baroque de Versailles, 2009.